# كيفن بوبسون
كيفن بوبسون (بالهولندية: Kevin Bobson)‏ (ولد في 13 فبراير 1980) هو لاعب كرة قدم هولندي.